# دی ریپس
دی ریپس (به هلندی: De Rips) یک منطقهٔ مسکونی در هلند است که در خیمرت-باکل واقع شده‌است. دی ریپس ۱٬۱۷۹ نفر جمعیت دارد.